# Kragfinkbulbyl
Kragfinkbulbyl (Spizixos semitorques) är en asiatisk fågel i familjen bulbyler inom ordningen tättingar.

## Utseende och läte
Kragfinkbulbylen är en rätt stor (23 cm) bulbyl, likt sin nära släkting tofsfinkbulbylen grönaktig ovan, gulaktig under, med grått huvud och en kraftig, blek näbb. Till skillnad från denna saknar kragfinkbulbylen tofs, men har en vit fläck på sidan av pannan, vitstreckade örontäckare samt en vitaktig krage på övre delen av bröstet. Sången består av en snabb sekvens med tre till sex trestaviga fraser.

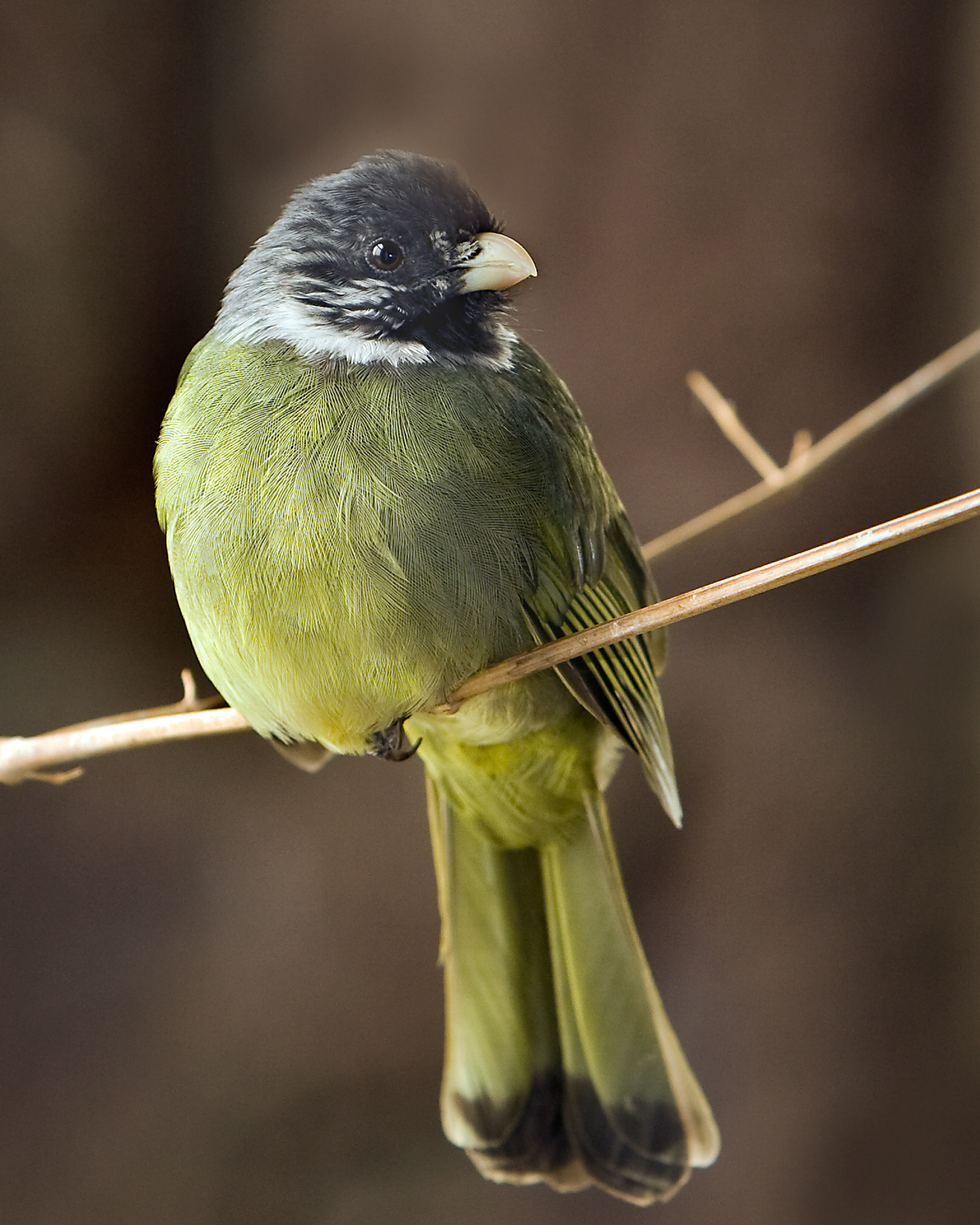

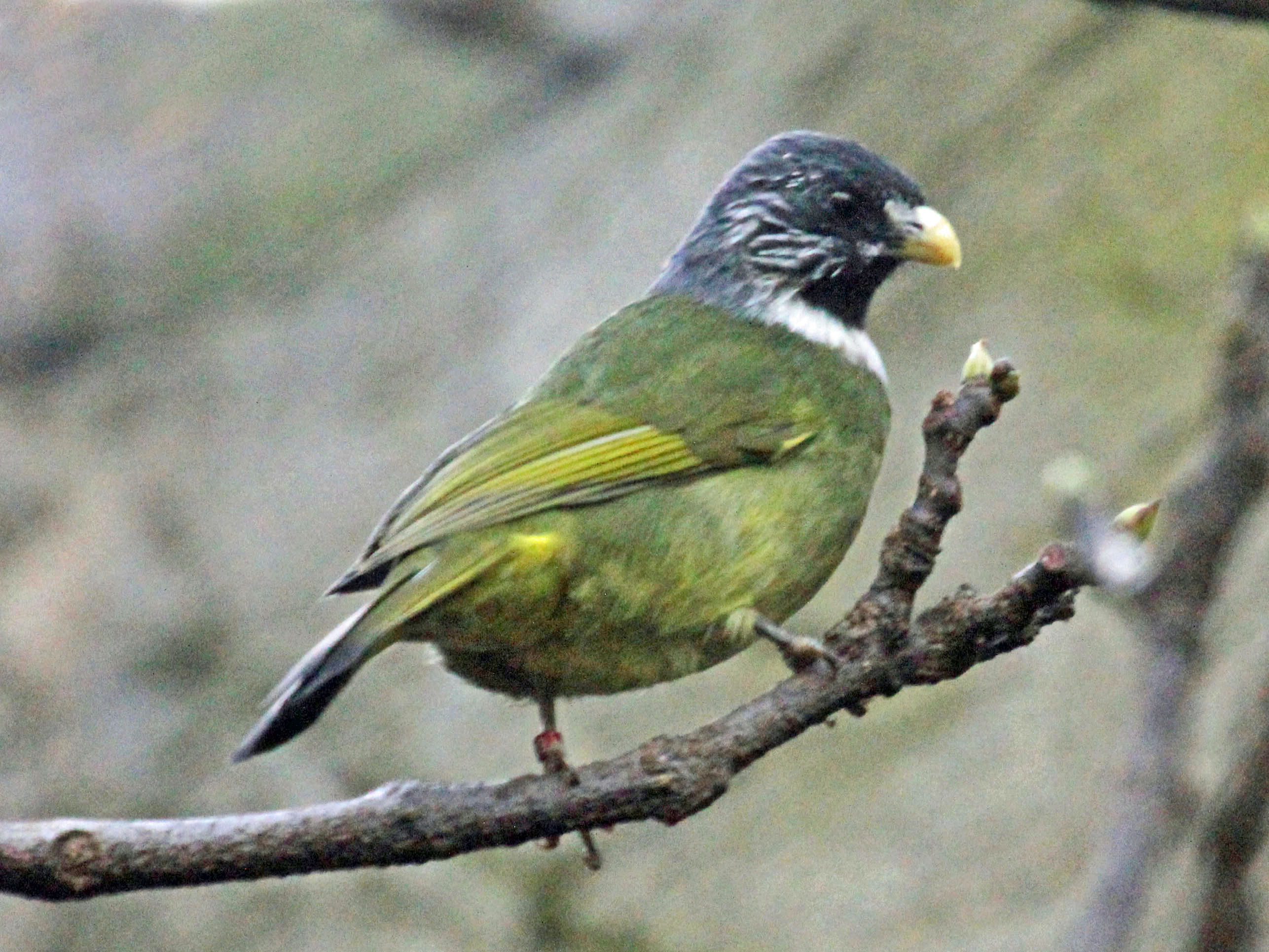

## Utbredning och systematik
Kragfinkbulbyl delas in i två underarter med följande utbredning:
- Spizixos semitorques semitorques – förekommer från bergen i södra Kina till norra Vietnam (nordvästra Tonkin)
- Spizixos semitorques cinereicapillus – förekommer på Taiwan

## Levnadssätt
Kragfinkbulbylen förekommer i öppet skogsslandskap och buskmarker i bergstrakter. Den lever av både frukt och insekter. Fågeln häcker mellan mars och juli, i södra Kina dock först från maj och framåt, och lägger tre till fyra ägg i ett lite slarvigt byggt skålformat bo placerat i ett träd. Arten är stannfågel.

## Status och hot
Arten har ett stort utbredningsområde, men tros minska i antal, dock inte tillräckligt kraftigt för att den ska betraktas som hotad. Internationella naturvårdsunionen IUCN listar arten som livskraftig (LC). Världspopulationen har inte uppskattats.